# Каменарски поток
Каменарски поток је водени ток на Фрушкој гори, десна је притока Дунава дужине 7,5km, површине слива 11,2km².
Настаје од два извора на северним падинама Фрушке горе на 380 м.н.в.. Текући ка северу протиче кроз насеље Стари Лединци. У источном делу насеља Нови Лединци, насупрот Каменичког острва код Новог Сада, улива се у Дунав (77 м.н.в.). Главна притока је Тавни поток. Амплитуде протицаја крећу се од 6 л/с до 18,2m³/с. У западном делу горњег дела слива налази се Раковачки каменолом, а километар источније је још један каменолом (површински коп „Сребрни мајдан” или „Сребро”) у коме је 1999. године, након престанка експлоатације камена настало Лединачко језеро. Ово језеро је 2009. године испуштено. Од оба каменолома до ушћа, водоток прати пут који их повезује са насељима Стари и Нови Лединци.